# Kart Mag
Kart Mag est un magazine français consacré au karting, créé en février 1996 par Jacky Foulatier et Renaud Didier.

## Historique
En février 1996 Jacky Foulatier et Renaud Didier quittent le magazine Top Karting (dont le premier est rédacteur en chef) pour créer un nouveau magazine : Kart Mag. Il est édité par la société JP Editions créée le 8 janvier 1996 par Jacky Foulatier, Patrick Bernasconi, Valeska Gräfenstein et Renaud Didier. Auparavant, la marque Kart Mag a été déposée en décembre 1995 à l'INPI par JP Editions.
Jacky Foulatier est, depuis le début, directeur de la publication du magazine. Renaud Didier en est le rédacteur en chef jusqu'en 2017, date à laquelle Jacky Foulatier lui succède dans ce rôle.
Le numéro 200 sort en juin 2019.
JP Editions publient chaque année le Guide du kart (hors série, puis intégré dans le magazine), ainsi que l'ouvrage annuel L'année du kart jusqu'en 2014. La société Kart Mag Organisation (KMO) organise chaque année des compétitions nationales dont le Trophée Kart Mag depuis 2000  et Stars of Karting depuis 2014.

## Contenu
Comme l'affiche son slogan en haut de la couverture, Kart Mag est « le  magazine mensuel des passionnés et des professionnels ».
Il traite de l'ensemble des sujets du karting :
- compétitions internationales, nationales et régionales : calendrier et comptes rendus ;
- matériels : châssis, moteurs, ... ;
- technique : réglages, ... ;
- circuits ;
- acteurs : visite d'usines, portraits de pilotes, ..

## Concurrence
Les principaux magazines concurrents sont :
- Top Karting, arrêté en 2005
- Spécial Karting puis France Auto Karting, le journal de la Fédération française du sport automobile.